# Veliki Prokop
Veliki Prokop falu Horvátországban Belovár-Bilogora megyében. Közigazgatásilag Gerzencéhez tartozik.

## Fekvése
Belovártól légvonalban 29, közúton 41 km-re délre, községközpontjától légvonalban 10, közúton 13 km-re északnyugatra a Monoszlói-hegység keleti lejtőin, a 26-os számú főút mentén Gornja Garešnica és Veliki Pašijan között, a Garešnica-patak jobb partján fekszik. Nevének előtagját az egykor innen délre feküdt Mali Prokoptól való megkülönböztetésül kapta, ez a település azonban az 1960-as években megszűnt, miután lakossága elköltözött.

## Története
A település területe valószínűleg már a középkorban is lakott volt. Erre utal a Crkvište nevű határrész elnevezése, mely név általában egykori templomos helyet jelöl. A térséget a 16. század közepén szállta meg a török. A lakosság legnagyobb része az ország biztonságosabb részeire menekült, másokat rabságba hurcoltak. Ezután ez a vidék mintegy száz évre lakatlanná vált.
A török uralom után a területre a 17. századtól folyamatosan telepítették be a keresztény lakosságot. A település 1774-ben az első katonai felmérés térképén „Dorf Prokop” néven szerepel. A Horvát határőrvidék részeként a Kőrösi ezredhez tartozott. Lipszky János 1808-ban Budán kiadott repertóriumában „Prokop” néven találjuk.  
Nagy Lajos 1829-ben kiadott művében ugyancsak „Prokop” néven 14 házzal, 89 katolikus vallású lakossal találjuk. A település 1809 és 1813 között francia uralom alatt állt.
A katonai közigazgatás megszüntetése után Magyar Királyságon belül Horvátország része, Belovár-Kőrös vármegye Garesnicai járásának része lett. A településnek 1857-ben 165, 1910-ben 283 lakosa volt. Az 1910-es népszámlálás adatai szerint a lakosság 84%-a szerb, 9%-a magyar, 5%-a horvát anyanyelvű volt. 1918-ban az új szerb-horvát-szlovén állam, majd később Jugoszlávia része lett. 1941 és 1945 között a németbarát Független Horvát Államhoz, majd a háború után a szocialista Jugoszláviához tartozott. A háború után a fiatalok elvándorlása miatt lakossága folyamatosan csökkent. 1991-től a független Horvátország része. 1991-ben lakosságának 87%-a szerb, 8%-a horvát nemzetiségű volt. A délszláv háború idején mindvégig horvát kézen maradt. 2011-ben a településnek 48 lakosa volt.

## Lakossága
| Lakosság változása | Lakosság változása | Lakosság változása | Lakosság változása | Lakosság változása | Lakosság változása | Lakosság változása | Lakosság változása | Lakosság változása | Lakosság változása | Lakosság változása | Lakosság változása | Lakosság változása | Lakosság változása | Lakosság változása | Lakosság változása |
| ------------------ | ------------------ | ------------------ | ------------------ | ------------------ | ------------------ | ------------------ | ------------------ | ------------------ | ------------------ | ------------------ | ------------------ | ------------------ | ------------------ | ------------------ | ------------------ |
| 1857               | 1869               | 1880               | 1890               | 1900               | 1910               | 1921               | 1931               | 1948               | 1953               | 1961               | 1971               | 1981               | 1991               | 2001               | 2011               |
| 165                | 187                | 171                | 202                | 235                | 283                | 289                | 289                | 269                | 283                | 251                | 129                | 108                | 77                 | 65                 | 48                 |